# Blue Panorama Airlines
Blue Panorama Airlines S.p.A. fue una compañía aérea con sede en Roma, Italia. Operaba vuelos regulares y chárter de Italia a varios destinos internacionales. Sus bases principales eran el Aeropuerto Internacional Leonardo Da Vinci, Roma, para Blue Express Airlines y el Aeropuerto de Milán-Malpensa, Milán para vuelos chárter y regulares de corto, mediano y largo alcance.

## Historia
La aerolínea fue creada en 1998 por Franco Pecci, Sandro Giulianelli y Antonio Deponti y comenzó a funcionar en diciembre de 1998. Es propiedad de Grupo Itr y Distal (66,6%) y Franco Pecci (33,4%) y el total es ahora de propiedad de Franco Pecci. [cita requerida] Opera la división aerolínea de bajo coste Blu-express. En 2019 anunció que cambiaría de nombre a Luke Air.

## Destinos
Blue Panorama vuela a los siguientes destinos (en julio de 2018):
| Ciudad               | Código de aeropuerto | Código de aeropuerto | Nombre del aeropuerto                                  | Notas   |
| Ciudad               | IATA                 | ICAO                 | Nombre del aeropuerto                                  | Notas   |
| América              | América              | América              | América                                                | América |
| -------------------- | -------------------- | -------------------- | ------------------------------------------------------ | ------- |
| Cuba                 |                      |                      |                                                        |         |
| Cayo Largo del Sur   | CYO                  | MUCL                 | Aeropuerto Internacional Vilo Acuña                    |         |
| Holguín              | HOG                  | MUHG                 | Aeropuerto Internacional Frank País                    |         |
| La Habana            | HAV                  | MUHA                 | Aeropuerto Internacional José Martí                    |         |
| Santa Clara          | SNU                  | MUSC                 | Aeropuerto Abel Santamaría                             |         |
| Santiago de Cuba     | SCU                  | MUCU                 | Aeropuerto Antonio Maceo                               |         |
| Varadero             | VRA                  | MUVR                 | Aeropuerto Juan Gualberto Gómez                        |         |
| Guatemala            |                      |                      |                                                        |         |
| Guatemala            | GUA                  | MMGT                 | Aeropuerto Internacional La Aurora( próximamente 2022) |         |
| Jamaica              |                      |                      |                                                        |         |
| Montego Bay          | MBJ                  | MKJS                 | Aeropuerto Internacional Sir Donald Sangster           |         |
| México               |                      |                      |                                                        |         |
| Cancún               | CUN                  | MMUN                 | Aeropuerto Internacional de Cancún                     |         |
| República Dominicana |                      |                      |                                                        |         |
| La Romana            | LRM                  | MDLR                 | Aeropuerto Internacional de La Romana                  |         |
| Europa               |                      |                      |                                                        |         |
| Albania              |                      |                      |                                                        |         |
| Tirana               | TIA                  | LATI                 | Aeropuerto Internacional Madre Teresa                  |         |
| Italia               |                      |                      |                                                        |         |
| Bérgamo              | BGY                  | LIME                 | Aeropuerto de Bérgamo-Orio al Serio                    |         |
| Bolonia              | BLQ                  | LIPE                 | Aeropuerto de Bolonia                                  |         |
| Milán                | LIN                  | LIML                 | Aeropuerto de Milán-Linate                             |         |
| Milán                | MXP                  | LIMC                 | Aeropuerto de Milán-Malpensa                           |         |
| Palermo              | PMO                  | LICJ                 | Aeropuerto de Palermo-Punta Raisi                      |         |
| Pisa                 | PSA                  | LIRP                 | Aeropuerto de Pisa                                     |         |
| Reggio Calabria      | REG                  | LICR                 | Aeropuerto de Reggio Calabria                          |         |
| Roma                 | FCO                  | LIRF                 | Aeropuerto de Roma-Fiumicino                           | (HUB)   |
| Turín                | TRN                  | LIMF                 | Aeropuerto de Turín-Caselle                            |         |
| Verona               | VRN                  | LIPX                 | Aeropuerto de Verona-Villafranca                       |         |

## Códigos Compartidos
- Air Italy
- Albawings
- Cubana de Aviación
- Neos
- Norwegian Air Shuttle

## Flota histórica
La aerolínea durante su existencia operó las siguientes aeronaves: